# Ahmed Tomeh
Ahmed Salih Tomeh al-Chader (auch Tumeh, Touma und Tohme, arabisch أحمد طعمة, DMG Aḥmad Ṭuʿma; * 1965 in Deir ez-Zor, Gouvernement Deir ez-Zor) ist ein syrischer Politiker und gelernter Zahnarzt, der am 14. September 2013 zum Ministerpräsidenten einer Übergangsregierung der Nationalkoalition für Oppositions- und Revolutionskräfte gewählt wurde. Er führt seit dem 15. September eine Gegenregierung parallel zu Präsident Baschar al-Assad und Premier Wael al-Halki.
Der Sunnit Ahmed Tomeh steht der Moslembruderschaft nahe. 2005 war er Generalsekretär der Initiative „Damaszener Erklärung für demokratischen Wandel“. Wegen seines politischen Engagements kam Ahmed Tomeh al-Chader in Haft.
Tomeh, ein selbsterklärter gemäßigter Islamist, gewann 75 der 97 Stimmen auf einem Treffen der Nationalkoalition im türkischen Istanbul und wurde wie sein Vorgänger Ghassane Hitto damit beauftragt, ein Kabinett aus 13 Ministern zu leiten, das die Zonen in Syrien regiert, die unter der Kontrolle der Freien Syrischen Armee stehen.